# Guillaume-Georges de Kirchberg
Guillaume-Georges de Kirchberg, comte de Sayn-Hachenburg, est né à Hachenbourg (Allemagne) le 23 avril 1751 et meurt dans la même ville le 7 février 1777. Il était le fils de Guillaume-Louis de Kirchberg (1709-1751) et de la comtesse Louise de Salm-Dhaun (1721-1791).
Le 1er juin 1771 il se marie à Obergreiz avec Isabelle-Augusta de Reuss-Greiz (1752-1824), fille d'Henri XI Reuss-Greiz (1722-1800) et de Conradine de Reuss-Kostritz (1719-1770). De ce mariage naquit:
- Louise-Isabelle de Kirchberg (1772-1827), mariée avec le prince Frédéric-Guillaume de Nassau-Weilbourg (1768-1816).